# Стефан Воронов
Стефан Воронов е известен български естраден певец и актьор от 60-те и началото на 70-те години на XX век, загинал трагично при катастрофа. Поколенията обаче са го запомнили повече с поп-песните, които е записвал паралелно с участията си в театъра.

## Биография
Воронов произхожда от известно руско потомствено графско семейство, което търси убежище в България след болшевишката революция в Русия от 1917 година. Неговият баща, Александър Воронов, работи като журналист.
Стефан Воронов е завършил строителния техникум „Христо Ботев“ в София през 1964 година. Освен певец и актьор, Воронов е и талантлив художник, танцьор и пантомимист. Неговата популярност и слава изгряват, когато се явява на популярния по това време конкурс „Микрофонът е ваш“, организиран от Вили Казасян и неговия оркестър (по онова време) „Студио 5“ и воден от Коста Цонев в БИАД.
Едни от най-известните му песни са „Суранайка“, „Стрели“, „Дама пика“, „Краят на всяка игра“, „Урок по танци“, „Сняг бавно пада“, „Има страна“, „Чин-чин“, „Завърни се". Той пее предимно кавъри на Енрико Масиас, Салваторе Адамо, Джони Холидей и Шарл Азнавур. Песента „Дама пика“ по музика на Развигор Попов е носител на втора награда на конкурса Златният Орфей през 1967 година.
Постъпва във ВИТИЗ „Кръстьо Сарафов“ заради бъдещата си съпруга, актрисата Маргарита Пехливанова.
До смъртта си играе в Народен театър за младежта в София. Занимава се с пантомима, участва в детски телевизионни постановки с Климент Денчев. След гастрол на трупата му в Братислава и Виена микробусчето, в което са пътували Воронов и останалите актьори, се блъска на входа на София в аварирал камион, оставен край платното без обозначителни знаци. Младият актьор и певец дори не усеща какво се случва. Той умира в съня си.
През 1981 г. е основана фондация на неговото име от Маргарит Данов.
На 6 септември 1993 г., деветнадесетата годишнина от смъртта му, за първи път е проведен възпоменателен концерт в негова чест в НДК. Година по-късно е издаден албум с негови изпълнения. Едни от инициаторите и организаторите на тези събития са Маргарит Данов, Стефка Берова и Георги Минчев.

## Личен живот
Негова съпруга е актрисата Маргарита Пехливанова, родом от град Плевен, където приживе певецът постоянно гостува. Той е любимец на плевенската публика. Има един син — Александър Воронов, който също е актьор.

## Награди
| Година | Награда    | Песен / Композитор           | Фестивал                               | Град / Държава |
| ------ | ---------- | ---------------------------- | -------------------------------------- | -------------- |
| 1967   | II награда | „Дама пика“ (Развигор Попов) | Международен фестивал „Златният Орфей“ | Слънчев бряг   |

## Дискография

### Студийни албуми
| Година | Албум          | Вид | Издател   | Каталожен номер |
| ------ | -------------- | --- | --------- | --------------- |
| 1975   | Стефан Воронов | LP  | Балкантон | ВТА 1749        |
| 1994   | Стефан Воронов | CD  |           |                 |

### Малки плочи
| Година | Сингъл                                                                                 | Вид | Издател   | Каталожен номер |
| ------ | -------------------------------------------------------------------------------------- | --- | --------- | --------------- |
| 1965   | Краят на всяка игра/ The End Of Every Game                                             | SP  | Балкантон | ВТВ 10114       |
|        | Йорданка Христова, Стефан Воронов – „Фенера на влюбените“/ „Слушай отговора на вятъра“ | SP  | Балкантон | ВТК 2822        |
| 1966   | Стефан Воронов                                                                         | SP  | Балкантон | ВТК 5797        |
| 1968   | Ал. Тодоров/ Ст. Воронов – „Целуни ме бързо“/ „Ела моя любов“                          | SP  | Балкантон | ВТК 2788        |
| 1969   | Изпълнения на Стефан Воронов и Студио 5                                                | SP  | Балкантон | ВТК 6102        |
| 1971   | Дийн Мартин, Мария Нейкова, Стефан Воронов – Наши и чужди изпълнители                  | SP  | Балкантон | ВТК 6318        |
| 1972   | Песни за град Мичурин (м. Атанас Косев; т. Златина Билярска; изп. Стефан Воронов)      | SP  | Балкантон | ВТК 2963        |

## Телевизионен театър
- „Банята“ (1974) (Стефан Шечерович)
- „Но преди да станем големи“ (1972) (Владимир Голев)